# イオン相模原ショッピングセンター
イオン相模原ショッピングセンター（イオンさがみはらショッピングセンター）は、神奈川県相模原市南区古淵に位置し、イオンリテールが運営するショッピングセンターである。

## 概要
1993年（平成5年）8月11日に古淵駅近くの国道16号古淵駅入口交差点そば（昭和シェル石油グラウンド跡地）に「ジャスコ相模原ショッピングセンター」としてオープンした。当時は、伊勢丹相模原店に次ぐ市内2番目の売り場面積を誇った。隣接する王子ショッピングセンター（イトーヨーカドー古淵店）も同時開業し、これに伴い国道16号の上り線（横浜方面）には物販店やサービス店が立ち並ぶようになった。出店にあたっては、1990年5月に「大店法引用適正化通達」が出され、出店調整が緩和されたことが影響しており、出店表明（1990年6月18日）から大店法第三条に基づく申請（1990年12月25日）までの期間はわずか6ヶ月であった。
2011年3月1日のジャスコのリブランド時に「イオン相模原ショッピングセンター」に名称変更された。
土地と建物はもともとイオンリテールの直接所有物件であったが、2013年11月25日にイオンリート投資法人が土地・建物の信託受益権（所有権）を取得しており（信託受託者は三井住友信託銀行）、プロパティマネジメントをイオンディライトに委託した上で、イオンリテールがマスターリースを受ける形で運営を行っている。
店舗はエンクローズドモール形式で、オープン時はSRC造・S造の地下1階・地上3階建であったが、2000年にS造5階建ての駐車場棟が増築された。店舗面積は27,238m²で、2019年に伊勢丹相模原店が閉館以降は、相模原市でアリオ橋本に次ぐ市内2番目の規模である。
古淵駅入口交差点を挟んで東隣にはイトーヨーカドー古淵店（当店と同時開店）が立地し、大手GMSが国道16号沿いに並んで競合する状態となっている。なお、同店とは「古淵なつつばき通り」上に架けられた歩道橋で結ばれており、車道を渡らずに施設間を行き来することができる。

## 沿革
- 1993年（平成5年）8月11日 - 昭和シェル石油グラウンド跡地[4][6]に「ジャスコ相模原ショッピングセンター」としてオープン。
- 2000年（平成12年）9月25日 - 駐車場棟が完成[9]。
- 2011年（平成23年）3月1日 - 店名を「イオン相模原ショッピングセンター」に変更。

## フロア
3階建ての本館棟フロアは全体がL字型の形状で、3フロア共通で国道16号側がイオンリテール直営のGMSエリア（イオン相模原店）、古淵駅側が専門店エリアとなっている。ファッション、服飾雑貨、生活雑貨、サービス、飲食と合わせて約70のテナントを有している。

## ギャラリー

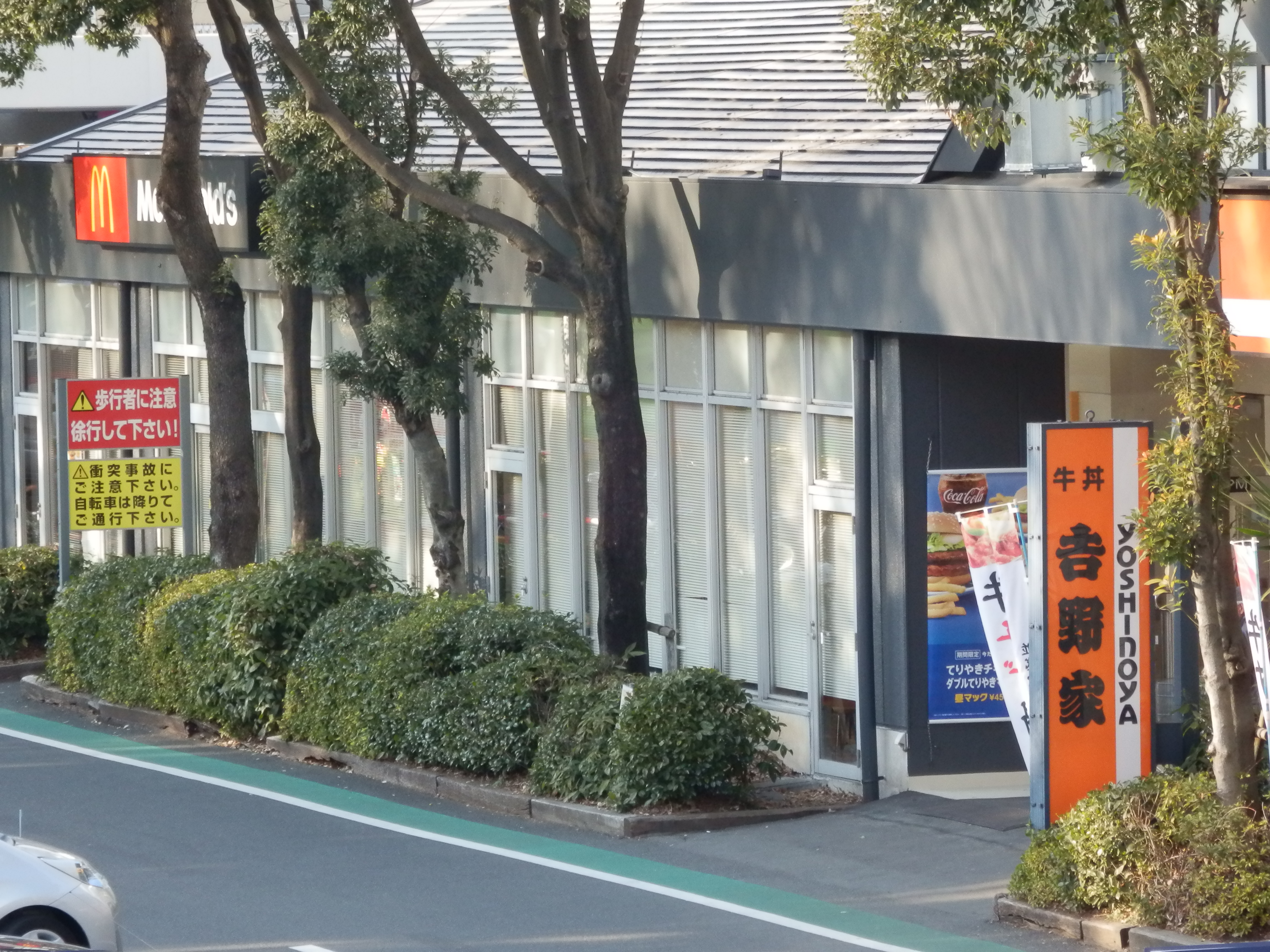
レストランは駐車場側にある
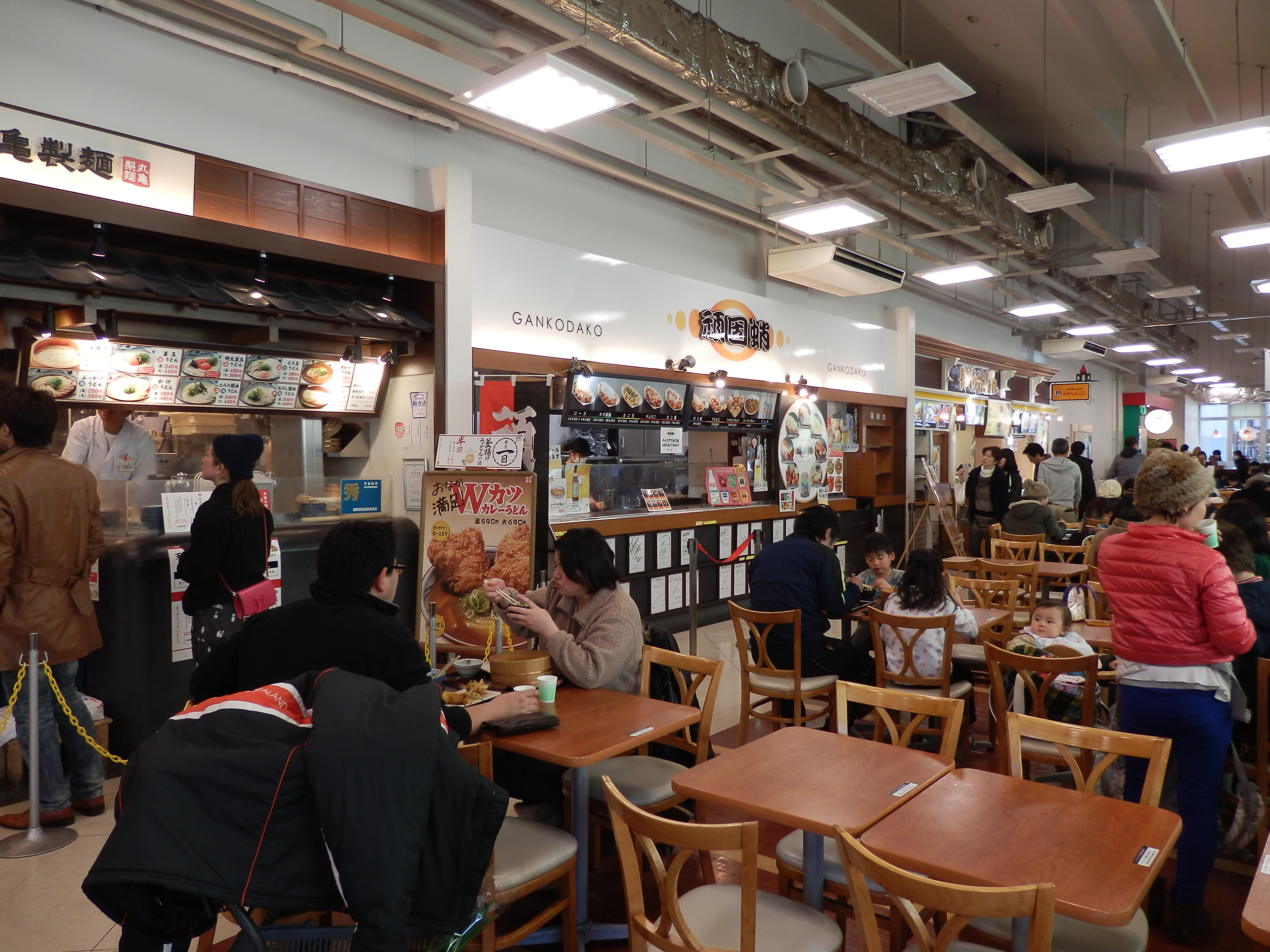
旧フードコート（2015年当時）
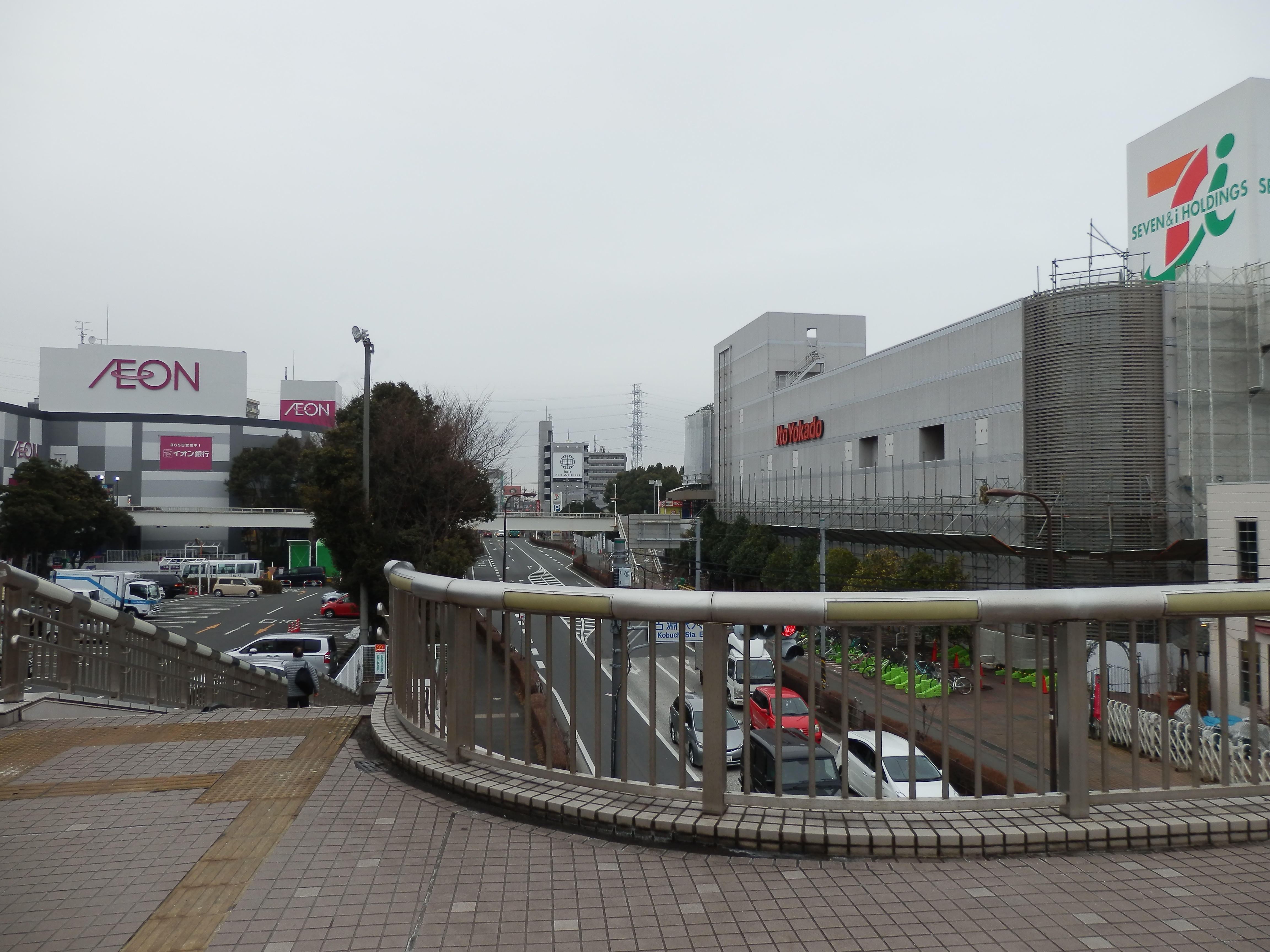
当店と、イトーヨーカドー古淵店